# Tina Charles (cestista)
Tina Alexandria Charles (New York, 5 dicembre 1988) è una cestista statunitense, professionista nella WNBA.

## Carriera
È stata selezionata dalle Connecticut Sun al primo giro del Draft WNBA 2010 (1ª scelta assoluta).
Con gli Stati Uniti ha disputato tre edizioni dei Giochi olimpici (Londra 2012, Rio de Janeiro 2016, Tokyo 2020), tre dei Campionati mondiali (2010, 2014, 2018) e i Campionati americani del 2019.

## Statistiche

### NCAA
| Anno       | Squadra       | PG  | PT | MP   | TC%  | 3P% | TL%  | RP  | AP  | PRP | SP  | PP   |
| ---------- | ------------- | --- | -- | ---- | ---- | --- | ---- | --- | --- | --- | --- | ---- |
| 2006-2007  | UConn Huskies | 36  | -  | 23,0 | 59,0 | -   | 59,4 | 8,2 | 0,8 | 0,4 | 2,3 | 12,7 |
| 2007-2008  | UConn Huskies | 38  | -  | 25,8 | 60,4 | -   | 57,8 | 9,2 | 1,3 | 0,7 | 1,8 | 14,2 |
| 2008-2009† | UConn Huskies | 39  | -  | 25,2 | 62,0 | -   | 68,1 | 8,9 | 1,1 | 0,6 | 1,6 | 16,5 |
| 2009-2010† | UConn Huskies | 39  | 39 | 27,6 | 61,8 | 0,0 | 68,3 | 9,5 | 1,6 | 0,6 | 2,4 | 18,2 |
| Carriera   | Carriera      | 152 | 39 | 25,5 | 61,0 | 0,0 | 63,7 | 9,0 | 1,2 | 0,6 | 2,0 | 15,4 |

### WNBA

#### Regular Season
| Anno     | Squadra         | PG  | PT  | MP   | TC%  | 3P%  | TL%  | RP   | AP  | PRP | SP  | PP   |
| -------- | --------------- | --- | --- | ---- | ---- | ---- | ---- | ---- | --- | --- | --- | ---- |
| 2010     | Connecticut Sun | 34  | 34  | 31,0 | 48,7 | 0,0  | 76,3 | 11,7 | 1,5 | 0,7 | 1,7 | 15,5 |
| 2011     | Connecticut Sun | 34  | 34  | 33,4 | 46,8 | 0,0  | 68,7 | 11,0 | 1,9 | 0,8 | 1,8 | 17,6 |
| 2012     | Connecticut Sun | 33  | 33  | 33,2 | 49,9 | 20,0 | 80,2 | 10,5 | 1,7 | 0,5 | 1,4 | 18,0 |
| 2013     | Connecticut Sun | 29  | 29  | 32,8 | 40,0 | 0,0  | 75,2 | 10,1 | 1,4 | 0,9 | 1,0 | 18,0 |
| 2014     | N.Y. Liberty    | 34  | 34  | 32,9 | 46,2 | -    | 75,2 | 9,4  | 2,2 | 1,3 | 0,9 | 17,4 |
| 2015     | N.Y. Liberty    | 34  | 34  | 31,0 | 45,8 | 20,0 | 71,5 | 8,5  | 2,4 | 0,7 | 0,7 | 17,1 |
| 2016     | N.Y. Liberty    | 32  | 32  | 33,7 | 43,9 | 34,7 | 81,2 | 9,9  | 3,8 | 0,8 | 0,8 | 21,5 |
| 2017     | N.Y. Liberty    | 34  | 34  | 32,2 | 44,2 | 34,8 | 80,4 | 9,4  | 2,6 | 0,8 | 0,7 | 19,7 |
| 2018     | N.Y. Liberty    | 33  | 33  | 33,0 | 47,3 | 32,6 | 77,0 | 7,0  | 2,7 | 0,7 | 0,6 | 19,7 |
| 2019     | N.Y. Liberty    | 33  | 33  | 31,2 | 38,9 | 18,6 | 81,2 | 7,5  | 2,4 | 0,7 | 0,9 | 16,9 |
| 2021     | Wash. Mystics   | 27  | 27  | 33,3 | 44,9 | 36,5 | 82,0 | 9,6  | 2,1 | 0,9 | 0,9 | 23,4 |
| 2022     | Phoenix Mercury | 16  | 16  | 33,1 | 44,1 | 36,4 | 80,0 | 7,3  | 2,1 | 0,8 | 0,8 | 17,3 |
| 2022     | Seattle Storm   | 18  | 10  | 25,2 | 47,7 | 34,1 | 88,5 | 7,4  | 1,8 | 0,7 | 0,6 | 12,6 |
| 2024     | Atlanta Dream   | 39  | 39  | 29,7 | 45,6 | 26,2 | 78,5 | 9,6  | 2,3 | 0,9 | 0,5 | 14,9 |
| Carriera | Carriera        | 430 | 422 | 31,8 | 45,1 | 32,0 | 77,9 | 9,3  | 2,3 | 0,8 | 0,8 | 18,0 |

#### Playoffs
| Anno     | Squadra         | PG | PT | MP   | TC%  | 3P%  | TL%  | RP   | AP  | PRP | SP  | PP   |
| -------- | --------------- | -- | -- | ---- | ---- | ---- | ---- | ---- | --- | --- | --- | ---- |
| 2011     | Connecticut Sun | 2  | 2  | 36,0 | 31,3 | -    | 62,5 | 12,0 | 2,0 | 1,0 | 2,5 | 12,5 |
| 2012     | Connecticut Sun | 5  | 5  | 36,0 | 46,9 | 50,0 | 69,6 | 10,0 | 1,0 | 0,8 | 2,6 | 18,6 |
| 2015     | N.Y. Liberty    | 6  | 6  | 38,3 | 43,4 | 50,0 | 78,9 | 8,7  | 4,0 | 0,2 | 0,7 | 20,3 |
| 2016     | N.Y. Liberty    | 1  | 1  | 36,0 | 41,7 | 33,3 | 100  | 9,0  | 5,0 | 1,0 | 0,0 | 19,0 |
| 2017     | N.Y. Liberty    | 1  | 1  | 36,0 | 47,1 | 50,0 | 50,0 | 6,0  | 1,0 | 0,0 | 0,0 | 18,0 |
| 2022     | Seattle Storm   | 6  | 6  | 26,2 | 43,1 | 23,1 | 28,6 | 8,8  | 1,8 | 0,5 | 0,5 | 11,5 |
| 2024     | Atlanta Dream   | 2  | 2  | 29,0 | 52,2 | -    | 66,7 | 6,5  | 1,5 | 0,0 | 0,0 | 13,0 |
| Carriera | Carriera        | 23 | 23 | 33,4 | 43,7 | 31,8 | 66,2 | 9,0  | 2,3 | 0,5 | 1,1 | 16,2 |

## Palmarès

### NCAA
- 2 volte campione NCAA (2009, 2010)
- NCAA Basketball Tournament Most Outstanding Player (2009)

### WNBA
- WNBA Most Valuable Player: 1

2012
- WNBA Rookie of the Year (2010)
- 5 volte All-WNBA First Team (2011, 2012, 2015, 2016, 2017)
- 4 volte All-WNBA Second Team (2010, 2013, 2014, 2021)
- WNBA All-Defensive First Team (2017)
- 3 volte WNBA All-Defensive Second Team (2011, 2012, 2015)
- WNBA All-Rookie First Team (2010)
- 2 volte migliore marcatrice WNBA (2016, 2021)
- 4 volte migliore rimbalzista WNBA (2010, 2011, 2012, 2016)